# Lake Burnside
Lake Burnside är en sjö i Australien. Den ligger i delstaten Western Australia, omkring 1 000 kilometer nordost om delstatshuvudstaden Perth. Lake Burnside ligger 431 meter över havet. Arean är 0,67 kvadratkilometer. Den sträcker sig 1,9 kilometer i nord-sydlig riktning, och 1,0 kilometer i öst-västlig riktning.
Omgivningarna runt Lake Burnside är i huvudsak ett öppet busklandskap. Trakten runt Lake Burnside är nära nog obefolkad, med mindre än två invånare per kvadratkilometer. Genomsnittlig årsnederbörd är 402 millimeter. Den regnigaste månaden är februari, med i genomsnitt 123 mm nederbörd, och den torraste är augusti, med 1 mm nederbörd.